# Cerovik
Caravik en albanais et Cerovik en serbe latin (en serbe cyrillique : Церовик) est une localité du Kosovo située dans la commune/municipalité de Klinë/Klina et dans le district de Pejë/Peć. Selon le recensement kosovar de 2011, elle compte 246 habitants, tous albanais.

## Démographie

### Évolution historique de la population dans la localité
| 1948 | 1953 | 1961 | 1971 | 1981  | 1991  | 2011  |
| ---- | ---- | ---- | ---- | ----- | ----- | ----- |
| 559  | 609  | 708  | 853  | 1 082 | 1 271 | 1 241 |

|  |